# Culex hopkinsi
Culex hopkinsi är en tvåvingeart som beskrevs av Edwards 1932. Culex hopkinsi ingår i släktet Culex och familjen stickmyggor. Inga underarter finns listade i Catalogue of Life.